# Corymbia intermedia
Corymbia intermedia ist eine Pflanzenart innerhalb der Familie der Myrtengewächse (Myrtaceae). Sie kommt an der Ostküste Australiens und in der westlich angrenzenden Great Dividing Range vor. Sie wird dort „Pink Bloodwood“ genannt.

## Beschreibung

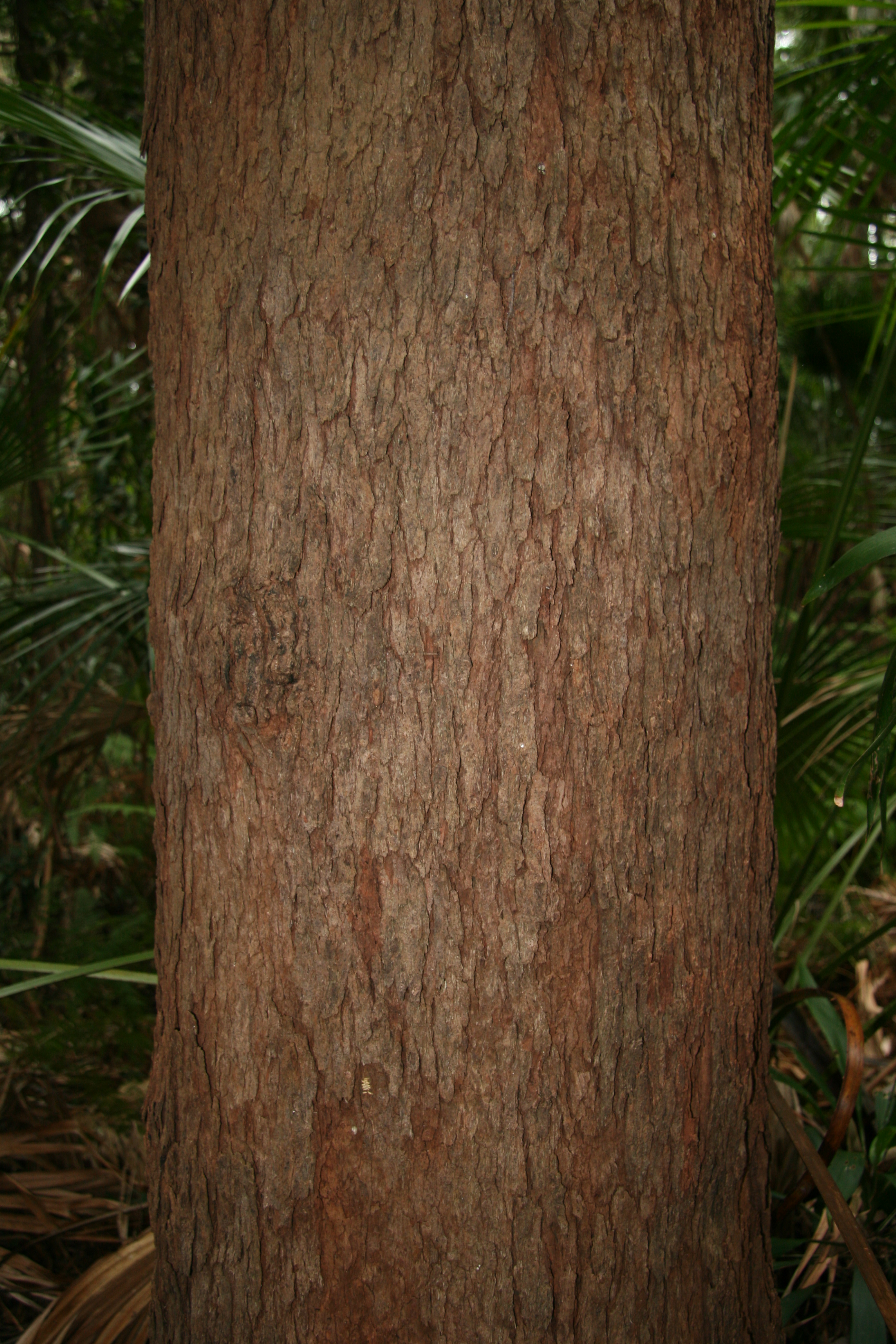
Stamm und Borke

### Erscheinungsbild und Blatt
Corymbia intermedia wächst als Baum, der Wuchshöhen bis über 40 Meter erreicht. Die Borke verbleibt am gesamten Baum, ist rotbraun oder grau-braun und schachbrettartig. Die kleinen Zweige besitzen eine grüne Rinde. Im Mark sind Öldrüsen vorhanden, in der Borke aber nicht. Der Stammdurchmesser erreicht über 1,6 Meter.
Bei Corymbia intermedia liegt Heterophyllie vor. Die Laubblätter sind immer in Blattstiel und -spreite gegliedert. Die Blattspreite an jungen Exemplaren ist elliptisch bis eiförmig oder auch lanzettlich und besitzt steife Drüsenhaare und manchmal einfache Haare. Die Blattspreite an mittelalten Pflanzen ist elliptisch bis eiförmig, ganzrandig und glänzend grün. Der Blattstiel an erwachsenen Exemplaren ist 8 bis 20 mm lang. Die auf Blattober- und -unterseite unterschiedlich glänzend grüne Blattspreite an erwachsenen Exemplaren ist relativ dick, bei einer Länge von 10 bis 15 cm und einer Breite von 2 bis 3 cm lanzettlich bis breit-lanzettlich oder eiförmig, gerade, mit sich verjüngender oder runder Spreitenbasis und spitzem oder zugespitztem oberen Ende. Die erhabenen Seitennerven gehen in geringen Abständen in einem stumpfen Winkel vom Mittelnerv ab. Auf jeder Blatthälfte gibt es einen ausgeprägten, durchgängigen, sogenannten Intramarginalnerv; er verläuft in geringem Abstand am Blattrand entlang. Die Keimblätter (Kotyledonen) sind fast kreisförmig.

### Blütenstand und Blüte
Endständig auf einem bei einer Länge von 10 bis 18 mm im Querschnitt stielrunden Blütenstandsschaft steht ein zusammengesetzter Blütenstand, der aus doldigen Teilblütenständen mit jeweils etwa sieben Blüten besteht. Der Blütenstiel ist bei einer Länge von 2 bis 14 mm im Querschnitt stielrund.
Die nicht blaugrün bemehlte oder bereifte Blütenknospe ist bei einer Länge von 6 bis 8 mm und einem Durchmesser von 3 bis 4 mm ei- bis birnenförmig. Die Kelchblätter bilden eine Calyptra, die bis zur Blüte (Anthese) vorhanden bleibt. Die glatte Calyptra ist halbkugelig oder konisch, schmaler als der glatte Blütenbecher (Hypanthium) und kürzer als dieser. Die Blüten sind weiß oder cremefarben.

### Frucht und Samen
Die gestielte Frucht ist bei einer Länge von 10 bis 21 mm und einem Durchmesser von 8 bis 16 mm ei- bis urnenförmig und drei- bis vierfächerig. Der Diskus ist eingedrückt, die Fruchtfächer sind eingeschlossen.
Der regelmäßige und seitlich abgeflachte, kahn- oder eiförmige Samen besitzt eine netzartige, matte bis seidenmatte, rotbraune Samenschale. Das Hilum befindet sich am oberen Ende des Samens.

## Vorkommen
Das natürliche Verbreitungsgebiet von Corymbia intermedia erstreckt sich an der Ostküste Australiens entlang von Gloucester im nordöstlichen New South Wales bis Cooktown in Queensland. Auch auf der angrenzenden Ostabdachung der Great Dividing Range findet man Corymbia intermedia.
Corymbia intermedia wächst bevorzugt und örtlich vorherrschend in Küstenwäldern, auf mäßig fruchtbaren Böden.

## Taxonomie
Die Erstbeschreibung erfolgte 1901 durch Richard Thomas Baker unter dem Namen (Basionym) Eucalyptus intermedia R.T.Baker in Proceedings of the Linnean Society of New South Wales, Volume 25, S. 674, Tafel XLVI, Fig. 1. Das Typusmaterial weist die Beschriftung Ballina (W. Bäuerlen), Richmond and Clarence Rivers (Rev. Dr. Woolls), Barney’s Wharf, Cambewarra, (W. Bäuerlen, P. Macpherson) auf. Das Artepitheton intermedia ist vom lateinischen Wort intermedius für zwischengelagert abgeleitet und bezieht sich auf die Eigenschaften des Eukalyptusöls, die zwischen denen des „Red Bloodwood“ (Corymbia gummifera) und denen des „Yellow Bloodwood“ (Corymbia eximia) liegen. Die Neukombination zu Corymbia intermedia (R.T.Baker) K.D.Hill & L.A.S.Johnson erfolgte 1995 durch Kenneth D. Hill und Lawrence Alexander Sidney Johnson unter dem Titel Systematic studies in the eucalypts, 7. A revision of the bloodwoods, genus Corymbia (Myrtaceae) in Telopea, Volume 6 (2-3), S. 247. Ein weiteres Synonym für Corymbia intermedia (R.T.Baker) K.D.Hill & L.A.S.Johnson ist Eucalyptus gummifera var. intermedia (R.T.Baker) Domin.

## Nutzung
Die Farbe des Kernholzes variiert von altrosa über tiefrot bis rotbraun und sein spezifisches Gewicht liegt bei etwa 1010 kg/m³. Wie das von Corymbia gummifera und Corymbia polycarpa dient das Holz beispielsweise zur Herstellung von Balken, Eisenbahnschwellen Hartfaserplatten und Zäunen Sägespäne können die Augen reizen.
Der englische Trivialname leitet sich aus der Holzfarbe ab, die auf die Harznerven zurückzuführen ist.